# 夏侯咸
夏侯咸（かこうかん）は魏の司馬である。鍾会に従い蜀の討伐に赴き、姜維軍の撤退を阻んだ。
鍾会の上奏文に、『賊徒である姜維、張翼、廖化、董厥らは命からがら逃走し、成都に退却しようとしました。私はすぐさまの司馬の夏侯咸や援護軍の胡烈らを派遣し、直進し剣閣を通り、新都、大渡へ出て敵の視界を遮り（略）』と、姜維らが成都に退却したところを鍾会たちが妨害したことが記されている。